# Petrache Poenaru (metropolitana di Bucarest)
Petrache Poenaru (tra il 1979 e il 2009 chiamata Semănătoarea) è una stazione della linea M1 della metropolitana di Bucarest. 
La stazione serve il Complesso studentesco Regie. Accanto c'è la diramazione per il Depoul Ciurel.

## Storia
La stazione Semănătoarea è stata inaugurata il 19 novembre 1979 come parte della prima tratta della metropolitana di Bucarest, Semănătoarea - Timpuri Noi. Questa fu per un po' la stazione capolinea, fino a dicembre 1984, quando la linea fu estesa fino a Crângași.
Nel corso del tempo la stazione ha subito diverse modifiche.
Nel 2009, in seguito ai dibattiti pubblici a cui hanno partecipato i residenti della Capitale e l'Agenzia per le Strategie Governative, la stazione è stata intitolata al pedagogo e inventore rumeno Petrache Poenaru. 
Tra il 2010 e il 2020 sono stati installati ascensori per persone con difficoltà motorie.
Nel maggio 2017, i varchi di accesso originali sono stati sostituiti con quelli moderni che incorporano un lettore di carte a banda magnetica, un lettore di carte elettromagnetiche per carte di trasporto contactless e un terminale POS per il pagamento con carte contactless (aperto nel 2020). La loro acquisizione è stata cofinanziata dall'Unione europea attraverso il Programma Operativo Grandi Infrastrutture - POIM.
Dopo un incidente nel 2019 in cui un passeggero è rimasto ferito da un pannello di vetro staccato dal soffitto nella stazione Universitate, i controsoffitti di vetro in molte stazioni sono stati rimossi. Questa misura è stata applicata anche nella stazione Petrache Poenaru.
Verso la fine del 2022 è stata installata la pavimentazione tattile per non vedenti nella stazione e sulle strade di accesso alla stazione.

## Architettura
La stazione ha le pareti in mattoni interrotte da pilastri verticali bianchi e il pavimento in piastrelle gialle.
La mancata integrazione dei nuovi ascensori e la rimozione del soffitto in vetro, elemento rappresentativo della metropolitana di Bucarest, hanno avuto un impatto negativo visibile sull'architettura. Inoltre, le antenne esposte e i cavi che pendono dal soffitto contribuiscono a conferire alla stazione un aspetto fatiscente.